# 信道分配方案
在用于无线和蜂窝网络的无线电资源管理中，信道分配方案分配到基站、接入点和终端设备的带宽和通信信道，目标是实现比特/秒/赫兹/台站级别的頻譜效率最大化，但仍通过频率重用保证一定的服务等级，避免共享带宽的临近小区或网络中的同信道干扰和相邻信道干扰。
信道分配方案两种策略类型之一：
1. 固定：固定信道分配（fixed channel allocation，FCA）：网络运营商手动分配
2. 动态：
  1. 动态信道分配（dynamic channel allocation，DCA）

  2. 动态频率选择（dynamic frequency selection，DFS）

  3. 扩频

## 固定信道分配
在固定信道分配（Fixed Channel Allocation或Fixed Channel Assignment，简称均为FCA）的蜂窝网络中，每个单元被预先分配一组频率信道。固定信道分配需要手动规划频率，这对于时分多址和频分多址为基础的系统是一个艰巨的任务，因为这样的系统对于重复使用相同信道的临近单元的共信道干扰高度敏感。另一个缺点是使用固定信道分配的时分多址和频分多址系统不论单元中的客户数量如何，单元中的信道都保持恒定。这会在一些单元的流量拥挤而其他单元中有空闲容量时出现流量堵塞和一些呼叫丢失。
如果固定信道分配与常规FDMA和或TDMA组合，可以通过单元传送固定数量的语音信道。新的呼叫只能通过未使用的信道连接。如果所有信道被占用，则此系统中的新呼叫被阻塞。但也有几个动态的无线资源管理方案可以与FCA结合使用。简单的形式是流量自适应切出阈值，这意味着在两个相邻单元之间重叠的电话呼叫可以被迫使切换到低负载的单元。如果FCA与扩频相结合，理论上信道的最大数目不是固定的，但在实践中将应用最大限制，因为太多的呼叫将引起过高的同信道干扰电平，导致质量存在问题。扩频允许细胞呼吸被应用，允许过载的单元从共享相同频率的附近单元借用容量（根据单元中的最大并发呼叫数）。
FCA可以使用借贷策略扩展为DCA系统，单元可以从被移动交换中心（MSC）监管的相邻单元借用信道。

## DFS
动态频率选择（Dynamic Frequency Selection，DFS）可以应用于具有数个相邻的非集中控制接入点的无线网络中。接入点自动选择干扰级别低的信道。IEEE 802.11h 无线局域网标准支持DFS。DFS也是5470-5725 MHz U-NII雷达回避带的强制要求。

## DCA
一种更有效率的信道分配方式是动态信道分配（Dynamic Channel Allocation或Dynamic Channel Assignment，DCA），其中的语音信道非永久性的分配给单元，代替每个呼叫请求都使基站从MSC请求分配信道。它按照满足下列标准的算法分配信道：
- 在未来阻塞相邻单元和重用距离的可能性
- 候选信道的使用频率
- 整个系统的平均阻塞概率
- 瞬时信道占用分布

它需要MSC收集信道占用、流量分布和接收信号强度指标（RSSI）的实时数据。DCA方案是时分多址/频分多址为基础的蜂窝网络系统（例如GSM）的建议方案，但目前未在任何产品中使用。正交頻分多址系统被诸如4G蜂窝系统的下行链路使用，可以被视为是对每个单独子载波以及每个时隙执行DCA。
DCA可以被进一步分类为“集中式”与“分布式”。一些集中式DCA方案是：
- 首个可用（FA）：将满足重用距离要求的首个可用信道分配给呼叫
- 局部优化动态分配（LODA）：基于相邻单元未来阻塞概率的成本函数
- 在重用环上按最大使用量选择（RING）：在共信道集合中选择大多数单元在使用的候选信道[需要解释]

DCA和DFS消除了繁琐的手动规划频率工作。DCA也能处理突发单元流量和更有效地利用蜂窝无线网资源。DCA允许单元中信道数量随着业务负载而变化，能以小的成本增加信道容量。

## 扩频
扩频可以被视为是复杂的DCA算法的替代品。扩频避免了相邻单元之间的同信道干扰，因为邻近单元中的用户使用相同扩展码的概率是不显着的。因此，基于扩频和FDMA的组合在蜂窝网络中放宽了频率信道分配问题，例如CdmaOne和3G系统。扩频还便于中央控制的基站根据业务负载动态地相互借用资源，只需增加一个单元的最大并发用户数（小区中用户的最大容许干扰级别）并减少相邻单元的该数值。用户在基站覆盖区域之间的重叠可以在小区之间传输（称为细胞呼吸），或者可以通过准入控制和流量整形来调节业务。
然而，扩频的頻譜效率低于非扩频技术，如果后一种方案下用良好的DCA方案优化。尤其是正交頻分复用调制是扩频的一个有趣替代品，因为因为其能够在没有复杂均衡的情况下抵抗宽带信道的多径传播。正交頻分复用可以为同一小区用户之间的上行链路多址使用正交頻分多址扩展。为了避免小区间干扰，FDMA配合DCA或DFS是受人关注的。这个概念的一个例子是上面提过的IEEE 802.11h标准。正交頻分复用和使用DCA的正交頻分多址经常作为4G无线系统的替代品。

## 基于逐个分组的固定信道分配
在基于分组的数据通信服务中，通信是突发的，并且业务负载迅速变化。为了较高的頻譜效率，DCA应该在逐个分组的基础上执行。逐包DCA的算法的示例是动态分组分配（Dynamic Packet Assignment，DPA）、动态单频率网络（Dynamic Single Frequency Networks，DSFN）和分组和资源计划调度（Packet and resource plan scheduling，PARPS）。